# جوش فيكرز
جوش فيكرز (بالإنجليزية: Josh Vickers)‏ (1 ديسمبر 1995 في المملكة المتحدة - ) هو لاعب كرة قدم بريطاني في مركز حراسة المرمى. لعب مع نادي بارنت.

## وصلات خارجية
- جوش فيكرز على موقع قاعدة بيانات كرة القدم.إي يو (الإنجليزية)
- جوش فيكرز على موقع Soccerway.com (الإنجليزية)